# فهرست فیلم‌های پویانمایی ۲۰۲۲
این فهرستی از فیلم‌های بلند پویانمایی است که در سال ۲۰۲۲ منتشر شده‌اند.

## پرفروش‌ترین فیلم‌های پویانمایی ۲۰۲۲
| رتبه | عنوان                       | توزیع کننده        | فروش جهانی   |
| ---- | --------------------------- | ------------------ | ------------ |
| ۱    | مینیون‌ها: ظهور گرو          | یونیورسال پیکچرز   | $۹۳۹٬۴۳۳٬۲۱۰ |
| ۲    | گربه چکمه‌پوش: آخرین آرزو    | یونیورسال پیکچرز   | $۴۸۳٬۲۴۰٬۸۹۸ |
| ۳    | سوزومی                      | توهو               | $۳۲۰٬۱۸۰٬۹۴۱ |
| ۴    | رفقای بد                    |                    | $۲۵۰٬۴۴۳٬۹۷۹ |
| ۵    | فیلم وان پیس: رد            | توئی انیمیشن       | $۲۴۶٬۵۷۰٬۰۰۰ |
| ۶    | لایت‌یر                      | والت دیزنی پیکچرز  | $۲۲۶٬۴۲۵٬۴۲۰ |
| ۷    | ابر حیوانات لیگ دی‌سی        | گروه انیمیشن وارنر | $۲۰۷٬۳۵۷٬۱۱۷ |
| ۷    | خرس‌های بونی: بازگشت به زمین | هاینان هگوانگ فیلم | $۱۵۰٬۹۶۰٬۰۰۰ |
| ۹    | دراگون بال سوپر: ابرقهرمان  | توئی انیمیشن       | $۹۴٬۸۰۰٬۰۰۰  |
| ۱۰   | کارآگاه کونان: عروس هالووین | توهو               | $۹۲٬۰۵۳٬۴۰۱  |

## فهرست فیلم‌های پویانمایی ۲۰۲۲
| عنوان                                             | کشور                     | استودیو                                                                                      | تکنیک پویانمایی              | تاریخ انتشار   |
| ------------------------------------------------- | ------------------------ | -------------------------------------------------------------------------------------------- | ---------------------------- | -------------- |
| آپولو ۱۰٫۵: کودکی در عصر فضا                      | ایالات متحده             | نتفلیکس انیمیشن                                                                              | روتوسکوپی                    | ۱۳ مارس ۲۰۲۲   |
| ابر حیوانات لیگ دی‌سی                              | ایالات متحده             | برادران وارنر گروه انیمیشن وارنر                                                             | پویانمایی رایانه‌ای           | ۲۹ ژوئیه ۲۰۲۲  |
| اژدهای پدرم                                       | ایالات متحده             | نتفلیکس انیمیشن کارتون سالون                                                                 | سنتی                         | نوامبر ۲۰۲۲    |
| بازسازی دفترچه خاطرات یک بی‌عرضه: حرف، حرف رودریکه | ایالات متحده             | والت دیزنی پیکچرز باردل انترتینمنت                                                           | پویانمایی رایانه‌ای           |                |
| برخیزش لیدی باگ و کت نوآر                         | فرانسه                   | زگ‌تون متود انیمیشن                                                                           | پویانمایی رایانه‌ای           |                |
| بیویس و بات‌هد جهان را انجام می‌دهند                | ایالات متحده             | پارامونت پیکچرز ام‌تی‌وی فیلمز                                                                 | سنتی                         |                |
| پینوکیو                                           | ایالات متحده             | نتفلیکس انیمیشن شرکت جیم هنسن پتی                                                            | استاپ-موشن                   | دسامبر ۲۰۲۲    |
| تام و جری: کابوی آپ                               | ایالات متحده             | برادران وارنر انیمیشن                                                                        | سنتی                         | ۲۵ ژانویه ۲۰۲۲ |
| جنگ تک‌شاخ‌ها                                       | اسپانیا                  | آبانو پروداکشنز                                                                              | سنتی                         |                |
| چیپ و دیل: تکاوران نجات                           | ایالات متحده             | دیزنی پلاس والت دیزنی پیکچرز مندویل فیلمز                                                    | پویانمایی رایانه‌ای لایو اکشن | ۲۰ مه ۲۰۲۲     |
| خانه                                              | انگلستان                 | نتفلیکس انیمیشن                                                                              | استاپ-موشن                   | ۱۴ ژانویه ۲۰۲۲ |
| خرس‌های بونی: بازگشت به زمین                       | چین                      | فانتاوایلد انیمیشن                                                                           | پویانمایی رایانه‌ای           | ۱ فوریه ۲۰۲۲   |
| دنیای عجیب                                        | ایالات متحده             | استودیو انیمیشن والت دیزنی                                                                   | پویانمایی رایانه‌ای سنتی      | ۲۳ نوامبر ۲۰۲۲ |
| رفقای بد                                          | ایالات متحده             | یونیورسال پیکچرز دریم‌ورکس انیمیشن                                                            | پویانمایی رایانه‌ای           | ۲۲ آوریل ۲۰۲۲  |
| پنجه‌های خشم: افسانه هنک                           | ایالات متحده             | پارامونت پیکچرز نیکلودئون موویز راب مینکاف هوای برادرز                                       | پویانمایی رایانه‌ای           | ۱۵ ژوئیه ۲۰۲۲  |
| ساوت پارک: جنگ استریم‌ها                           | ایالات متحده             | ام‌تی‌وی فیلمز ساوت پارک                                                                       | پویانمایی رایانه‌ای           | ۱ ژوئن ۲۰۲۲    |
| ساوت پارک: جنگ استریم‌ها بخش ۲                     | ایالات متحده             | ام‌تی‌وی فیلمز ساوت پارک                                                                       | پویانمایی رایانه‌ای           | ۱۳ ژوئیه ۲۰۲۲  |
| سوزومی نو توجیماری                                | ژاپن                     | کومیکس ویو فیلمز                                                                             | سنتی                         | ۱۱ نوامبر ۲۰۲۲ |
| سونیک خارپشت ۲                                    | ایالات متحده ژاپن کانادا | پارامونت پیکچرز اوریجینال فیلم سگا بلور استودیو سیاره انیمیشن مارزا                          | پویانمایی رایانه‌ای لایو اکشن | ۸ آوریل ۲۰۲۲   |
| شارلوت                                            | کانادا فرانسه بلژیک      | شارلوت پروداکشنز واکینگ د داگ                                                                | فلش                          | ۲۲ آوریل ۲۰۲۲  |
| شانس                                              | ایالات متحده اسپانیا     | اپل تی‌وی پلاس پارامونت پیکچرز                                                                | پویانمایی رایانه‌ای           | ۵ اوت ۲۰۲۲     |
| شب در موزه: کهمونره دوباره برمی‌خیزد               | ایالات متحده             | دیزنی پلاس استودیو قرن بیستم انیمیشن قرن بیستم لپس انترتینمنت ۲۱ ۱۴۹۲ پیکچرز علی بابا پیکچرز | پویانمایی رایانه‌ای           |                |
| ظهور لاک‌پشت‌های نینجای جهش‌یافته نوجوان: فیلم       | ایالات متحده             | نتفلیکس نیکلودئون موویز                                                                      | سنتی                         | ۵ اوت ۲۰۲۲     |
| عصر یخبندان: ماجراهای باک وایلد                   | ایالات متحده             | والت دیزنی پیکچرز استودیو قرن بیستم انیمیشن قرن بیستم                                        | پویانمایی رایانه‌ای           | ۲۸ ژانویه ۲۰۲۲ |
| قرمز شدن                                          | ایالات متحده             | دیزنی/پیکسار                                                                                 | پویانمایی رایانه‌ای           | ۲۷ مه ۲۰۲۲     |
| فیلم بدون عنوان آکوا تین هانگر فورس               | ایالات متحده             | ویلیام استریت                                                                                | پویانمایی سنتی               |                |
| فیلم بدون عنوان از توپی و بینو                    | کانادا                   | کوروس انترتینمنت                                                                             | سنتی                         |                |
| فیلم پنج‌قلوهای باکلاس                             | ژاپن                     | بیبوری انیمیشن استودیوز                                                                      | انیمه                        | ۲۰ مهٔ ۲۰۲۲     |
| فیلم برگری باب                                    | ایالات متحده             | استودیو قرن بیستم انیمیشن قرن بیستم                                                          | سنتی                         | ۲۷ مه ۲۰۲۲     |
| فیلم وان پیس: سرخ                                 | ژاپن                     | توئی انیمیشن                                                                                 | سنتی                         | ۶ اوت ۲۰۲۲     |
| کت‌وومن: شکارشده                                   | ایالات متحده             | برادران وارنر انیمیشن دی‌سی کامیکس                                                            | سنتی                         | ۸ فوریه ۲۰۲۲   |
| گربه چکمه‌پوش: آخرین آرزو                          | ایالات متحده             | یونیورسال پیکچرز دریم‌ورکس انیمیشن                                                            | پویانمایی رایانه‌ای           | ۲۱ دسامبر ۲۰۲۲ |
| لایت‌یر                                            | ایالات متحده             | استودیو سینمایی والت دیزنی پیکسار                                                            | پویانمایی رایانه‌ای           | ۱۷ ژوئن ۲۰۲۲   |
| لایل، لایل، کروکودیال                             | ایالات متحده             | کلمبیا پیکچرز ۳۰۰۰ پیکچرز                                                                    | پویانمایی رایانه‌ای لایو اکشن | ۷ اکتبر ۲۰۲۲   |
| ماریس شگفت‌انگیز                                   | انگلستان                 | سکای موویز                                                                                   | پویانمایی رایانه‌ای           | ۹ دسامبر ۲۰۲۲  |
| مینیون‌ها: ظهور گرو                                | ایالات متحده             | یونیورسال پیکچرز ایلومینیشن                                                                  | پویانمایی رایانه‌ای           | ۱ ژوئیه ۲۰۲۲   |
| وندل و وایلد                                      | ایالات متحده             | نتفلیکس انیمیشن گاتام گروپ                                                                   | استاپ-موشن                   | اکتبر ۲۰۲۲     |
| هتل ترانسیلوانیا ۴: تبدیل شدن                     | ایالات متحده             | کلمبیا پیکچرز سونی پیکچرز انیمیشن آمازون استودیوز                                            | پویانمایی رایانه‌ای           | ۱۴ ژانویه ۲۰۲۲ |
| هیولای دریا                                       | ایالات متحده             | نتفلیکس انیمیشن سونی پیکچرز ایمج‌ورکز                                                         | پویانمایی رایانه‌ای           | ۸ ژوئیه ۲۰۲۲   |